# 元興站 (平安南道)
元興站（韓語：원흥역）是朝鮮民主主義人民共和國平安南道肃川郡的一個鐵路車站，属于清南线。

## 邻近车站
清南线
七里站 - 元興站 - 仓东站